# Pasquale Schiattarella
Pasquale Schiattarella (* 30. Mai 1987 in Mugnano di Napoli) ist ein italienischer Fußballspieler. Der Mittelfeldspieler steht beim italienischen Erstligisten Benevento Calcio unter Vertrag.

## Karriere
Im Jahr 2005 begann Schiattarella seine Fußballkarriere beim FC Turin. 2007 rückte er in den Profibereich auf. Noch in der gleichen Jahr, wechselte er zum US Ancona 1905.
Im Sommer 2019 wechselte er nach Benevento Calcio, wo er einen Dreijahresvertrag unterschrieb. In der Saison Serie B 2019/20 stieg er mit seiner Mannschaft in die Serie A auf.

## Sonstiges
Am 14. Januar 2021 wurde er positiv auf das Coronavirus SARS-CoV-2 getestet.